# Phlox maculata
Phlox maculata är en blågullsväxtart. Phlox maculata ingår i släktet floxar, och familjen blågullsväxter.

## Underarter
Arten delas in i följande underarter:
- P. m. maculata
- P. m. pyramidalis

## Bildgalleri

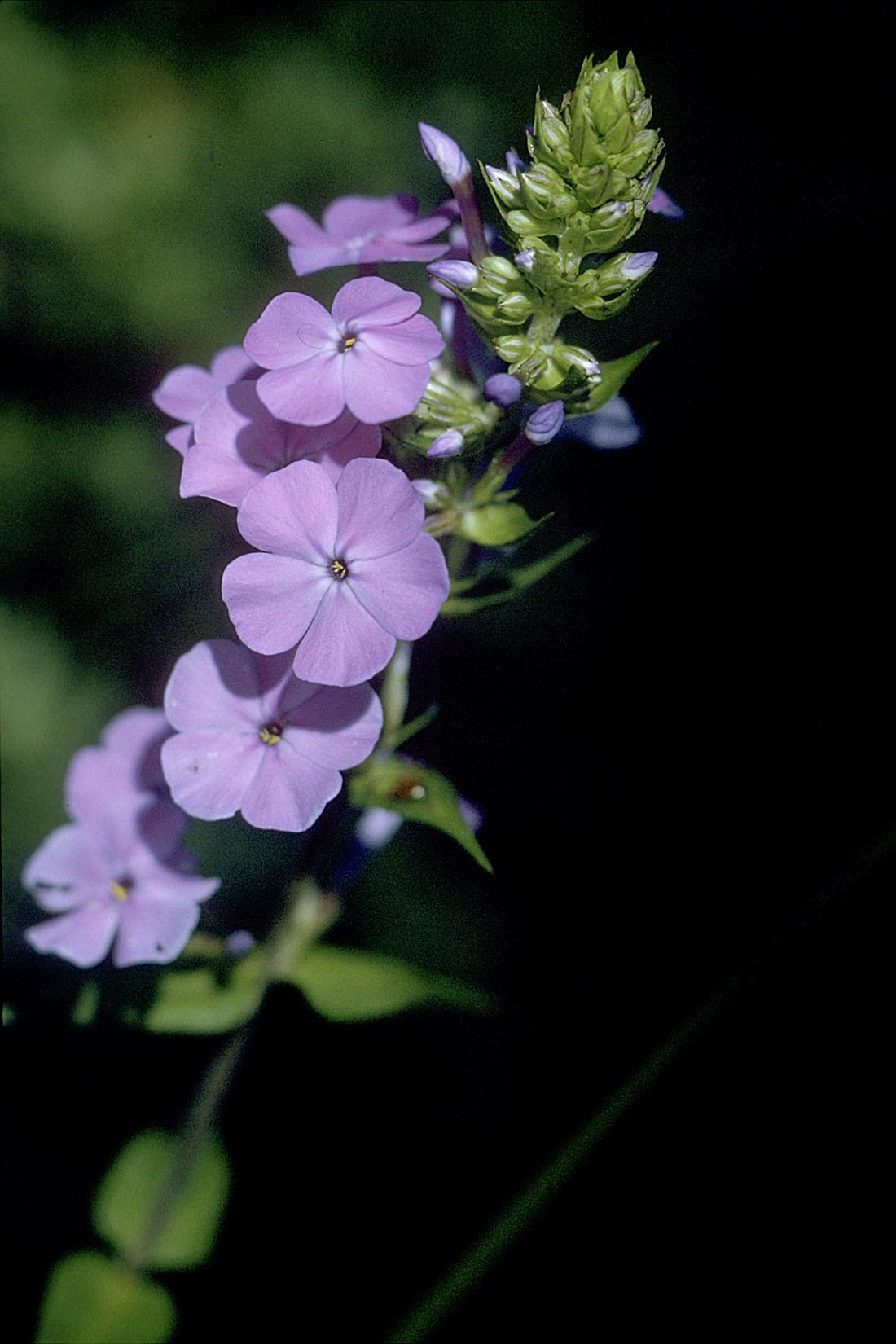